# Линкольн Файненшел Филд
«Линкольн Файненшел Филд» (англ. Lincoln Financial Field) — домашний стадион команды Национальной футбольной лиги «Филадельфия Иглз». Расположен в южной части Филадельфии. Вмещает 69 176 зрителей. Также известен по неофициальному прозвищу «Линк» (The Linc).
Строительство стадиона было начато 7 мая 2001 года, открытие произошло 3 августа 2003 года. Стадион стал новым домашним полем «Филадельфии Иглз», переехавших с «Ветеранс Стэдиум», который в дальнейшем был снесён в 2004 году.
Права на коммерческое название стадиона в июне 2002 года были приобретены Lincoln Financial Group, холдинговой компанией по страховому бизнесу и инвестиционному менеджменту. Сумма контракта составила 139,6 млн долларов на срок в двадцать один год.
В 2010 году на стадионе сыграл первые два своих домашних матча клуб MLS «Филадельфия Юнион».

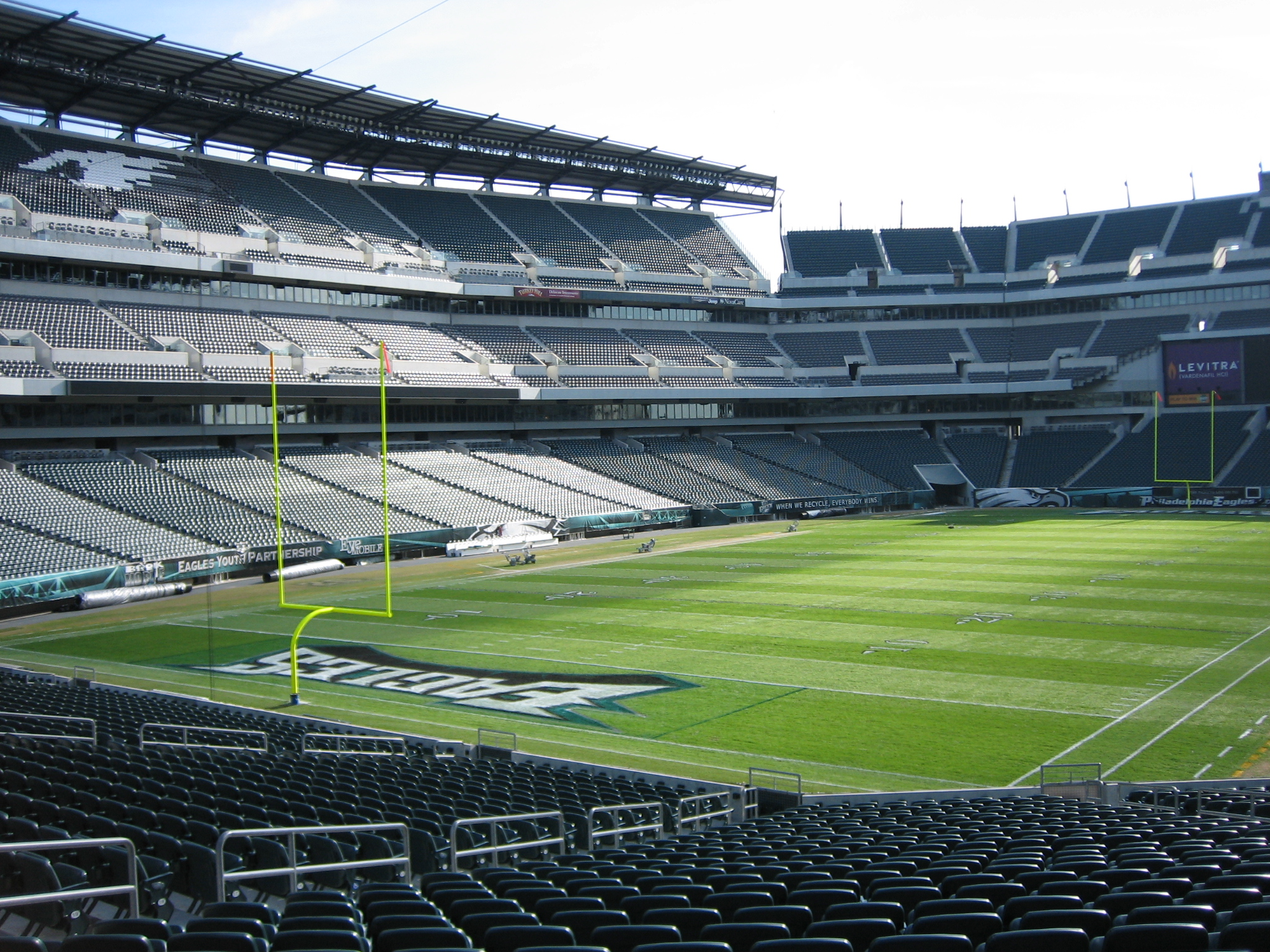
Игровое поле «Линкольн Файненшел Филд»